# Růže pro Markétu aneb Večírky revolucionářů
Růže pro Markétu aneb Večírky revolucionářů je divadelní hra od Michala Viewegha z roku 2004. Tragikomický příběh několika pedagogů a studentů pražské filozofické fakulty, odehrávající se za bouřlivých revolučních dnů na sklonku roku 1989 – a zároveň i o moralitě, jaksi neplánovaně přesahující do dnešních dnů.

## Obsah
Doc. Hugo Novák žije v bytě s manželkou doc. Irenou Novákovou, dvěma dětmi a manželčiným milencem dr. Richardem Vybíhalem. Všichni tři přednášejí na katedře bohemistiky na pražské filosofické fakultě. Děj se odehrává v bytě Novákových v prosinci 1989, zde se odehrávají předrevoluční, revoluční a porevoluční večírky, kam docházejí i stávkující studenti fakulty. 
Do bytu Novákových vpadnou stávkující studenti a společně se svým pedagogem parodují nepřítomného vedoucí katedry bohemistiky profesora Soběslava Zounka, který je komunistickým funkcionářem a jeho přednášky jsou chabé úrovně. Zároveň se zabývají i jeho dcerou Markétou, která se překvapivě též zapojila do studentské stávky. Richard Vybíhal dříve aktivní marxista nadbíhal Markétě, ale ta ho odmítla, teď jako sportovec alespoň běhá pro noviny. Markéta není u spolužáků příliš oblíbená, neboť ti mají podezření, že se na univerzitu dostala jen díky svému otci.
Studenti přebírají moc nad fakultou, stávkou a různými naschvály se snaží dostat Zounka z funkce. Ten nakonec pod nátlakem podá výpověď. Studenti na uvolněný post navrhují právě Huga Nováka. Ten souhlasí, pro jeho ženu je to naplnění jejího snu alespoň prostřednictvím svého manžela, neboť svou kariéru vyměnila za úspěch manžela a stáhla se do ústraní, aby vychovávala jejich děti.
Po jmenování netrpělivě Irena očekává doma svého muže, ten však růže, které dostal od studentů, šel darovat Markétě. Po příchodu naposledy paroduje jednu z přednášek Zounka. Irena žárlí na Markétu a pláče.